# Hinoune
Hinoune (também escrita Haïnoune) é uma vila na comuna de Foggaret Ezzaouia, no distrito de In Salah, província de Tamanghasset, Argélia. Está localizada a 4 quilômetros (2,5 milhas) ao sul da cidade de Foggaret Ezzaouia e 40 quilômetros (25 milhas) a nordeste de In Salah.